# Lespesia lanei
Lespesia lanei är en tvåvingeart som beskrevs av Guimaraes 1983. Lespesia lanei ingår i släktet Lespesia och familjen parasitflugor. Inga underarter finns listade i Catalogue of Life.